# Marginaal (biologie)
Marginaal betekent aan de zijkant en is een term die onder andere in de biologie wordt gebruikt om kenmerken van organismen te beschrijven. 
Marginaal is afgeleid van de Latijnse term margo dat 'rand' of 'zijkant' betekent. Een voorbeeld van een diersoort die de term draagt in de wetenschappelijke naam is de geelgerande watertor (Dytiscus marginalis).